# Maîtrise des eaux et forêts en France
Une maîtrise des eaux et forêts est une juridiction française d'exception chargée de surveiller et de contrôler les forêts royales à l'origine, puis toutes les forêts. La juridiction des Eaux et Forêts  est instituée dans le royaume à la fin du XIIIe siècle afin de contrôler, surveiller et exploiter les forêts royales. L’organisation des Eaux et Forêts est définitivement mise en place par Colbert avec l’ordonnance de 1669. L'ordonnance crée dix huit « grandes-maîtrises » et 134 maîtrises. Chaque maîtrise doit gérer les forêts et juger toutes les activités liées à l’exploitation des bois, au pacage, à la chasse, la pêche, ainsi qu'à la police des eaux. Avec l’édit d’avril 1667, l'administration est profondément réformée. Les anciens offices de grands-maîtres sont supprimés et le nombre d’officiers des maîtrises particulières est réduit à un maître particulier, un lieutenant, un procureur du roi, un garde-marteau et un arpenteur. Un nouvel édit, en 1689, crée seize grands-maîtres. À la fin du XVIIIe siècle, on comptait vingt grandes maîtrises. Au sommet de cette administration forestière, les grands-maîtres des Eaux-et-Forêts nommaient le personnel subalterne par commission, jugeaient en appel les sentences rendues les maîtrises particulières et les grueries devant les Tables de Marbre, placées auprès des parlements provinciaux.

## Histoire

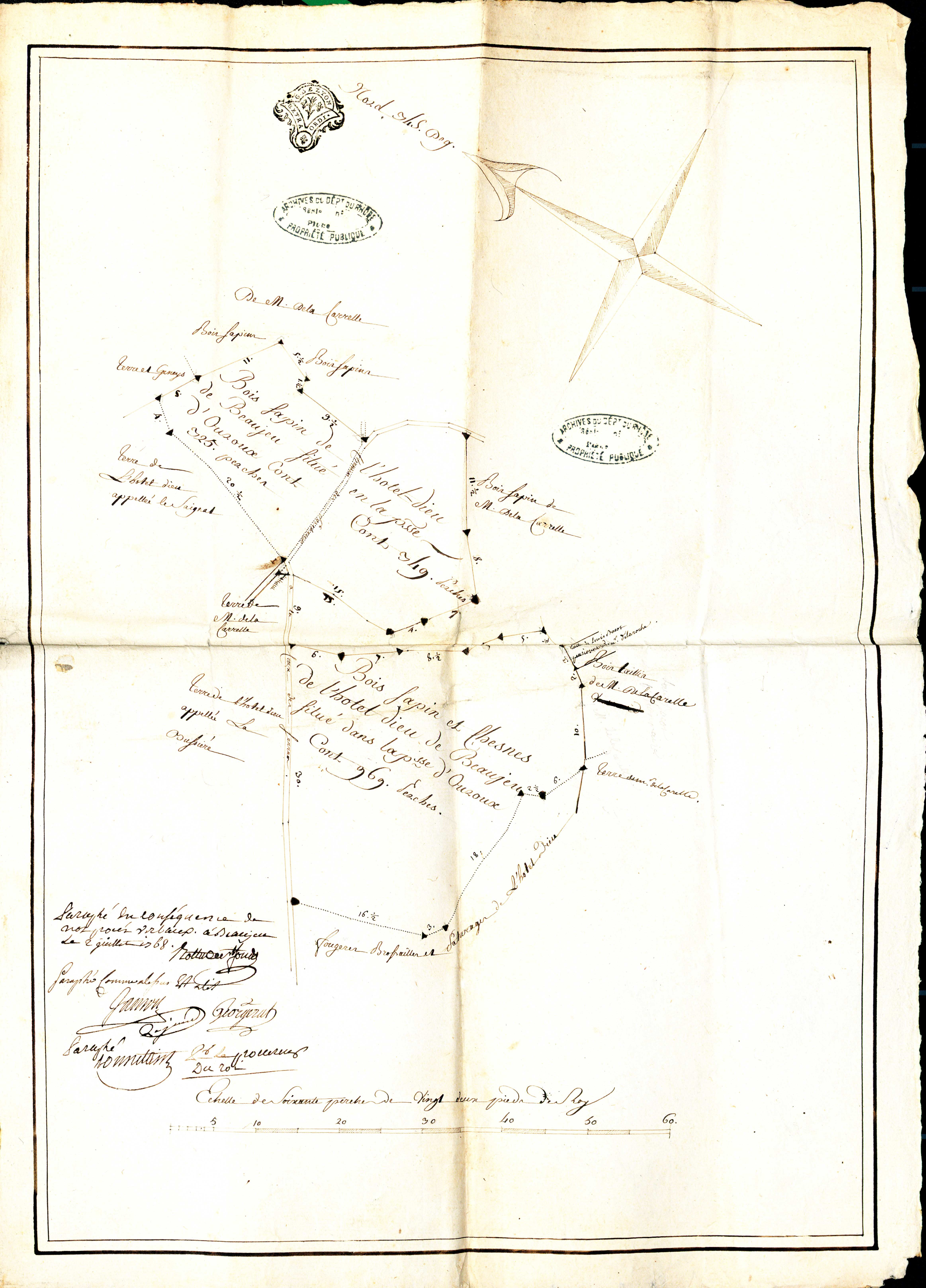
Plan des bois appartenant à l'Hôpital de Beaujeu. Archives départementales du Rhône, sous-série 5B.

La signification concrète du terme « maîtrise des Eaux et Forêts » évolue avec l'histoire de l'administration des Eaux et Forêts du royaume de France.

### Avant Philippe Auguste
Avant le règne de Philippe-Auguste (de 1180 à 1223), il n'y a pas d'administration royale des Eaux et Forêts car les domaines appartenant au roi de France sont trop réduits et presque partout intégrés dans le tissu des seigneuries.
Les seigneurs laïcs ou ecclésiastiques disposent d'un personnel de terrain plus ou moins spécialisé. Un petit seigneur peut même s'acquitter lui-même des tâches de justice, d'administration, police ou gardiennage qu'implique la gestion de forêts ou rivières.
L'agent de terrain représentant un seigneur s'appelle généralement « sergent », mais on trouve d'autres termes. L'encadrement des sergents est parfois assuré par des officiers dont le titre varie : « gruyer », « forestier », « verdier », parfois « maîtres ».

### Débuts de l'administration royale des Eaux et Forêts (XIIIesiècle-XVIesiècle)
Au XIIIe siècle apparaît un embryon d'administration des Eaux et Forêts du roi sous la forme de maîtres itinérants, mandatés pour corriger les erreurs ou les abus de gestion. Une ordonnance du roi Philippe le Bel (août 1291) définit le rôle des maîtres des Eaux et des Forêts : enquêteurs, inquisiteurs et réformateurs.
De 1346 à 1515, il existe plusieurs maîtres enquêteurs ayant chacun une circonscription et du personnel subalterne, le tout étant sous la direction du « souverain-maître ». Les Eaux et Forêts deviennent une administration autonome par rapport aux autres services (chancellerie, trésor, etc.).

### AuXVIesiècle: l'ordonnance de Henri II (1554)
Au XVIe siècle, les Eaux et Forêts élargissent leur influence : elles font prévaloir l'intérêt public même dans les zones boisées n'appartenant pas au roi.
En février 1554, Henri II tente d'uniformiser ses services des Eaux et Forêts et ordonne la création dans « chaque bailliage, sénéchaussée, et jugerie du royaume, et en Bretagne dans chaque évêché » d'un maître particulier, d'un lieutenant, d'un avocat, d'un procureur du roi et d'un greffier.
Les souverains-maîtres sont supprimés en 1575 au profit de six  « grands-maîtres », rouages essentiel de l'Administration des Eaux et Forêts jusqu'à la Révolution. Cependant dès 1586 sont créés des maîtres alternatifs et leurs circonscriptions nommées « départements » se dédoublent parfois. En 1597 il existe 17 grands-maîtres. Une direction unique est rétablie par Henri IV en 1597 au profit d’un « surintendant ».

### L'ordonnance de Colbert (1660) et ses suites jusqu'à la Révolution
En 1661, le chancelier Séguier charge Colbert de s'occuper des Eaux et Forêts. Après une grande réformation, l'ordonnance d’août 1669 « sur le fait des Eaux-et-Forêts » fixe définitivement les principes du droit français en la matière. Elle divise le royaume en plusieurs grandes-maîtrises, chacune subdivisées en maîtrises particulières ou en « grueries », terme utilisé pour certains petits massifs forestiers.
Le nombre de grandes-maîtrises change fréquemment. Un édit de février 1689 crée seize départements de grande-maîtrise, donc seize grands-maîtres, et 105 maîtrises. Les grands-maîtres sont dix huit en 1699 (avec 136 maîtres particuliers et gruyers royaux»), dix neuf en 1703 et trente six en 1706.
À partir de 1720, l'organisation devient plus stable. Il y a cependant création de deux grandes-maîtrises dans des provinces nouvellement annexées (la Lorraine en 1756 et la Corse en 1768) et de quelques nouvelles maîtrises (Die, Saint-Marcellin, Pau, Châteauroux, Brive, Vendôme, Belley, etc.).
Le nombre des maîtres particuliers et gruyers royaux continue donc d'augmenter : ils sont 154 en 1772 et 175 en 1790.
Au début de la Révolution, l'Assemblée nationale constituante instituée en 1789 décrète l'abolition de la juridiction des maîtrises et des tables de marbre , ainsi que de toutes les juridictions d’exception (décret du 11 septembre 1790, article 7).

## Répartition territoriale des maîtrises
À l'origine, sauf pour le Languedoc, les maîtres des eaux et forêts n'ont pas eu de ressort territorial délimité. Mais l'étendue et la complexité croissante de leurs attributions nécessitèrent une répartition territoriale ; on rencontre cette indication dès 1317 pour un maître des eaux et forêts en France, Champagne et Brie, mais l'étendue et le nombre de ces départements ont souvent varié. Au XIVe siècle et au XVe siècle les maîtrises de France-Champagne-Brie (qui avait son siège à Paris) et de Normandie Picardie (qui avait son siège à Rouen) sont les plus citées dans les documents conservés. La maîtrise de France-Champagne-Brie qui comprend d'abord l'Ile-de-France et l'ancien comté de Champagne, s'étend aussi en 1483 aux bailliages de Sens, Senlis, Mantes, Melun, Chartres, Montargis, Saint-Pierre-le-Moûtier, Lyonnais, Mâconnais et aux ressorts d'Auvergne.
|    | Département de grande-maîtrise                                                | Maîtrises en 1689 |
| -- | ----------------------------------------------------------------------------- | --- |
| 1  | Paris                                                                         | 9 maîtrises : Paris, Saint-Germain, Montfort l'Amaury, Fontainebleau, Dreux, Sézanne, Crécy-en-Brie, Auxerre, Sens                                             |
| 2  | Valois, Senlis et Soissons                                                    | 6 maîtrises : Senlis, Compiègne, Beaumont, Clermont, Chauny, La Fère                                                                                           |
| 3  | Généralité de Rouen et Vexin Français                                         | 7 maîtrises : Rouen, Pont-de-L'arche, Caudebec, Arques, Lyons, Vernon, Pacy                                                                                    |
| 4  | Caen, Alençon                                                                 | 8 maîtrises : Valognes, Bayeux, Vire, Alençon, Argentan, Domfront, Mortagne, Bellême                                                                           |
| 5  | Blois et Berry                                                                | 5 maîtrises : Blois, Chambord, Vierzon, Issoudun, Bourges. |
| 6  | Touraine, Anjou et Maine                                                      | 9 maîtrises : Tours, Amboise, Loches, Chinon, Baugé, Angers, Le Mans, Château-du-Loir, Mamers                                                                  |
| 7  | Bretagne                                                                      | 7 maîtrises : Cornouaille, Vannes, Fougères, Rennes, Nantes, forêt de Villecartier, forêt du Gâvre                                                             |
| 8  | Poitou, Aunis, Angoumois, Limousin, Saintonge, Marche, Bourbonnais, Nivernais | 10 maîtrises : Poitiers, Châtellerault, Niort, Angoulême, Cognac, Guéret, Bellac, Moulins, Cérilly, Montmarault.                                               |
| 9  | Toulouse et Languedoc                                                         | 6 maîtrises : Villemur, Villeneuve de Berg, Castelnaudary, Saint-Pons, Montpellier, Quillan.                                                                   |
| 10 | Guyenne                                                                       | 5 maîtrises : L'Isle-Jourdain, Rodez, Pamiers, Saint-Gaudens, Tarbes                                                                                           |
| 11 | Lyonnais, Forez, Beaujolais, Auvergne, Dauphiné et Provence                   | 1 maîtrise : Montbrison |
| 12 | Ainaut, Pays d'entre Sambre et meuse, Outre Meuse                             | 1 maîtrise : Le Quesnoy. Et plusieurs juridictions. |
| 13 | Picardie, Artois et Flandre                                                   | 3 maîtrises : Abbeville, Boulogne, Calais. Et plusieurs juridictions.                                                                                          |
| 14 | Champagne et Luxembourg                                                       | 8 maîtrises : Troyes, Chaumont, Saint Didier, Wassy, Sainte-Menehould, reims, Sedan, Château-Regnault.                                                         |
| 15 | Duché et comté de Bourgogne, Bresse, Alsace                                   | 6 maîtrises : Dijon, Châtillon, Autun, Avallon, Chalon-sur-Saône, Bar-sur-Seine.                                                                               |
| 16 | Lorraine et Barois                                                            | 14 maîtrises : Nancy, Lunéville, Saint-Dié, Badonviller, Epinal, Mirecourt, Vic, Sarrelouis, Bar-le-Duc, Saint Mihiel, Bourmont, Pont-à-Mousson, Longwy, Metz4 |

|    | Département de grandes-maîtrise | Maîtrises en 1720 |  |
| -- | ------------------------------- | --- |  |
| 1  | Paris                           | 10 maîtrises : Suppression : Montfort l'Amaury ; Créations : Châteauneuf-en-Thymerais, Provins |  |
| 2  | Soissons                        | 9 maîtrises : Créations : Laon, Noyon, Soissons |  |
| 3  | Rouen                           | 7 maîtrises : sans changement |  |
| 4  | Caen                            | 4 maîtrises : Virement sur Alençon : Alençon, Argentan, Domfront, Mortagne, Bellême ; création : Caen |  |
| 5  | Berry                           | 5 maîtrises : sans changement |  |
| 6  | Touraine                        | 9 maîtrises : sans changement |  |
| 7  | Bretagne                        | 7 maîtrises : sans changement |  |
| 8  | Poitou                          | 13 maîtrises : créations : Fontenay-le-Comte, Nevers, Rochefort |  |
| 9  | Languedoc                       | 6 maîtrises : sans changement |  |
| 10 | Guyenne                         | 3 maîtrises : création : Bordeaux |  |
| 11 | Lyonnais                        | 3 maîtrises : créations : Grenoble, Lyon |  |
| 12 | Hainaut                         | 3 maîtrises : créations : Givet, Valenciennes |  |
| 13 | Picardie, Artois, Flandre       | 10 maîtrises : créations : Amiens, Arras, Hesdin, Lille, Merville, Saint-Omer, Tournehem |  |
| 14 | Champagne                       | 7 maîtrises : Virements sur Metz : Sedan, Château-Regnault. Création : Vitry-le-François |  |
| 15 | Bourgogne etc.                  | 15 maîtrises : créations : Baume-les-Dames, Besançon, Dôle, Ensisheim, Gray, Haguenau, Poligny, Salins, Vezoul. |  |
| 16 | Metz (ex Lorraine)              | 5 maîtrises : Pertes (transferts au duché de Lorraine) : Nancy, Lunéville, Saint-Dié, Badonviller, Epinal, Mirecourt, Sarrelouis, Bar-le-Duc, Saint-Mihiel, Bourmont, Pont-à-Mousson, Longwy. Création : Thionville. Apports par virement : Château-Regnault, Sedan. |  |
| 17 | Alençon                         | 15 maîtrises : Apports par virement : Alençon, Argentan, Bellême, Domfront, Mortagne. |  |

En 1788, à la veille de la Révolution, il existait 20 grandes-maîtrises qui correspondaient aux limites géographiques des 34 généralités.

## Maîtres des eaux et forêts célèbres
- Jean de la Taille[réf. nécessaire]
- Jacques du Fou (mort en 1526)
- Guillaume de Rosmadec (vers 1540-1608) en Bretagne
- Jean de La Fontaine (1621-1695)
- Pierre de  Marbeuf (XVIIe siècle)
- Nicolas Mathieu de Dombasle et son fils Joseph Antoine, maîtres dans le duché de Lorraine dans la première moitié du XVIIIe siècle